# Фатьма Аметова
Фатьма Аметова (кримс. Fatma Ametova ;20 червня 1920, с. Корьбєкуль — 30 березня 2008, м. Сімферополь) — театральна актриса, перша дикторка радіомовлення кримськотатарською мовою в Узбекистані. Дружина Шаміля Алядіна.

## Життєпис
Народилася 20 червня 1920 року в мальовничому селі Корьбєкуль (нині Ізобільне) на Південному березі Криму в багатодітній кримськотатарській сім′ї, але жила і виховувалася в Сімферополі у своїх родичів.
З дитинства мріяла про сцену, 1932 року вступила на акторське відділення сімферопольського театрального технікуму, де навчалася разом з майбутніми зірками кримськотатарського театру Айше Діттановою, Саніє Налбандовою, Мер'єм Ібрагімовою.
Почала працювати акторкою кримськотатарського державного драматичного театру (1936—1938), майстерно виконувала характерні ролі. Гра молодої актриси вражала темпераментом і національним колоритом.
У театрі Фатьма зустріла свого майбутнього чоловіка — письменника Шаміля Алядіна. У подружжя народилася дочка Діляра, а згодом — ще дві доньки, Лейля та Ніяр.
Завдяки виразному голосу 1938 р. стала дикторкою Сімферопольського радіокомітету, де більшість ефіру складали кримськотатарські передачі.
Під час війни її чоловік пішов на фронт, а Фатьма разом з трирічною донькою Ділярою 18 травня 1944 р. була депортована до Узбекистану.
У 1957 р. стала першою дикторкою радіомовлення кримськотатарською мовою в УзРСР. В узбецькому Держкомітеті з питань телебачення та радіомовлення працювала понад 30 років.
1994 р. родина повернулася на історичну Батьківщину.
Фатьма Аметова померла 30 березня 2008 року в Сімферополі. Похована на цвинтарі Абдал.
До 100-річчя від дня народження актриси в Кримськотатарському музеї культурно-історичної спадщини відбувся меморіальний вечір.

## Вибрані театральні ролі
- Юнак («Собака на сіні» Лопе де Вега),
- Маріанна («Альказар»),
- Сусанна («Намус»),
- Скирина («Принцеса Турнадот» Карло Ґоцці),
- Теллі та Асіф («Аршин мал-алан» Узеїра Гаджибекова),
- Айше («Арзы къыз»),
- Ельмаз («Той девам эте»),
- Назли («Ишлеген тишлер»)[3].